# Rusty Romeos
Rusty Romeos (br.: Ser noivo não é novidade) é um filme curta metragem estadunidense de 1957, dirigido por Jules White. É o 181º de um total de 190 filmes da série com os Três Patetas produzida pela Columbia Pictures entre 1934 e 1959.

## Enredo
Os Três Patetas dormem numa mesma cama e acordam felizes pois naquele dia pedirão em casamento as respectivas namoradas. Eles começam o café da manhã preparado de forma tipicamente atrapalhada por Larry e depois passam a limpar a casa, arrumando-a para a visita das noivas que os demais não conhecem. O trio resolve trocar a capa de um sofá e Larry coloca tachas em uma arma e "metralha" o móvel, fixando as tachas no tecido. Mas ao tentar terminar o serviço, ele acaba atingindo Moe. Moe depois engole as tachas que são retiradas com o auxílio de um ímã.
O trio então vai ao encontro das namoradas mas não sabem que todos namoram a mesma mulher (Connie Cezon), a qual é uma vigarista que está a enganar os três. Depois de cada um lhe dar o anel de noivado e ficar escondido nos quartos enquanto ela atende a porta dizendo ser "a mãe" (na verdade são os demais Patetas chegando), os Patetas se encontram e começam a brigar entre si, até que percebem que a "namorada" os enganou. Joe então pega a metralhadora com as tachas preparadas por Larry e atira na trapaceira, chamando-a de "Jezabel".

## Violência
As cenas envolvendo a metralhadora mostram as tachas atingindo as nádegas dos atores. O director Jules White era conhecido por fazer piadas violentas com essa parte da anatomia e outros diretores do estúdio consideravam isso de gosto "duvidoso". Contudo, White achava que isso era uma marca registrada dos Patetas. Nada era tão xulo ou exagerado que pudesse ser levado a sério.